# Norin Kang

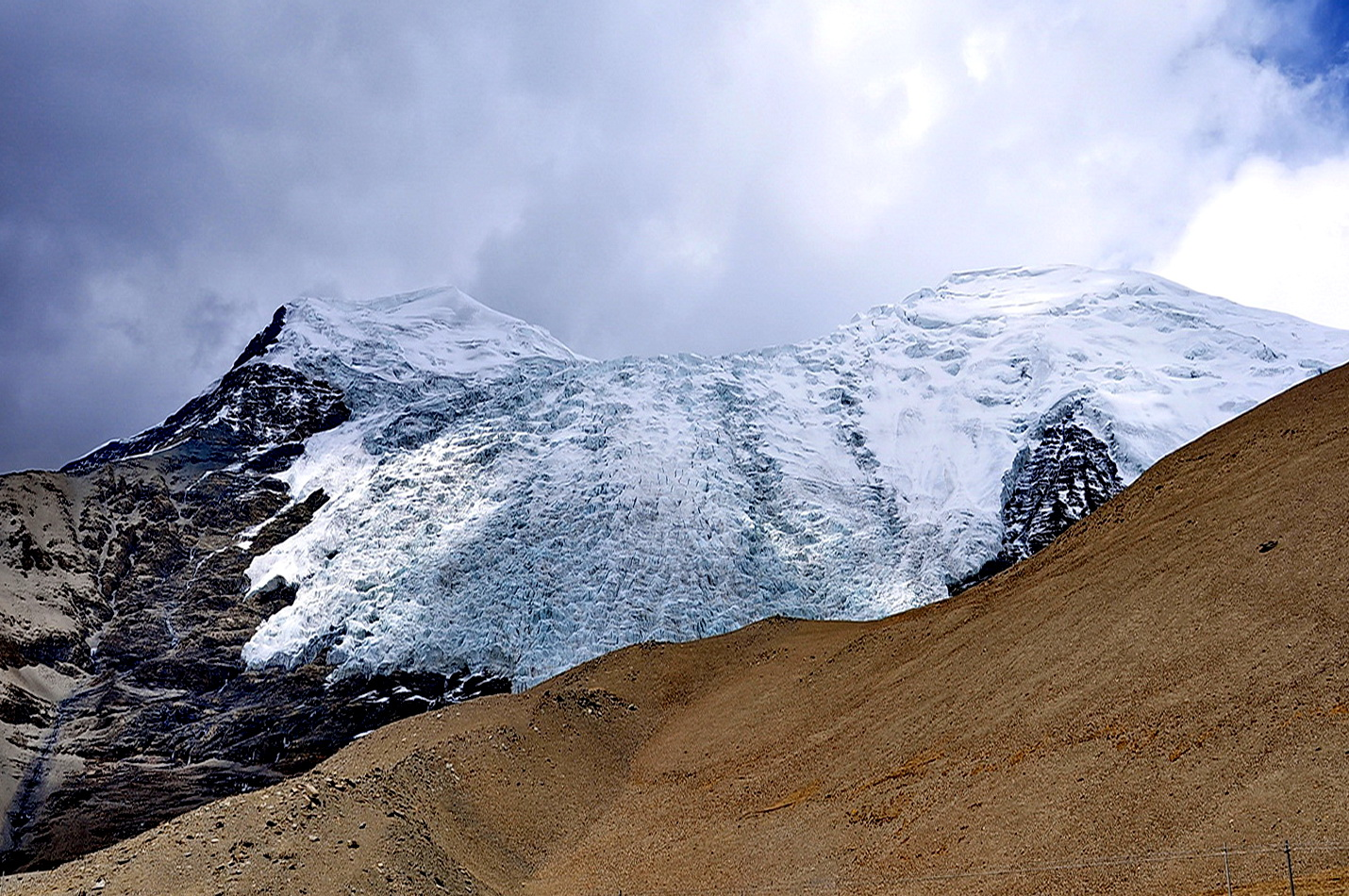

Norin Kang (také Noijin Kangsang nebo Noijinkangsang) je hora vysoká 7 191 m n. m. (7 206 m dle jiných zdrojů) v pohoří Himálaj nacházející se v Tibetské autonomní oblasti v Čínské lidové republice.

## Prvovýstup
Na vrchol Norin Kang poprvé vystoupila dne 28. dubna 1986 čínská expedice.